# リンダ・ノックリン
リンダ・ノックリン（Linda Nochlin、1931年1月30日-2017年10月29日）は、アメリカの美術史家であり、ニューヨーク大学のインスティテュート・オブ・ファイン・アーツで、ライラ・アチソン・ウォレス（Lila Acheson Wallace）の教授であり文筆家である。 彼女は1971年に先駆的な論考「なぜ偉大な女性芸術家はいなかったのか」で著名なフェミニスト美術史家として知られるようになった。

## 幼少期と教育
リンダ・ナタリー・ウェインバーグ（Linda Natalie Weinberg）は、ニューヨークのブルックリンのクラウンハイツ地区でジュールズ・ウェインバーグ（Jules Weinberg）とエルカ・ヘラー（Elka Heller）の娘として生まれ育った。彼女は進歩的なブルックリンにある倫理文化の小学校（Ethical Cultural School）に通っている。 彼女は1951年にヴァッサー大学で哲学の学士号を取得、1952年にコロンビア大学で英語の修士号を取得、1963年にニューヨーク大学のインスティテュート・オブ・ファイン・アーツで美術史の博士号を取得している。

## 学歴
ノックリンは、イェール大学の美術史学科、ロザリンド・クラウスと共にニューヨーク市立大学大学院センターの美術史学科、ヴァッサー大学で働いた後、インスティテュート・オブ・ファイン・アーツに在籍し、2013年に引退するまで教鞭を執っている。2000年には、ノックリンが全キャリアを通して取り組み、開発したテーマの論集である「セルフ・アンド・ヒストリー：リンダ・ノックリンへのオマージュ（Self and History：A Tribute to Linda Nochlin）」を出版している。彼女の批判的な眼差しは1994年の論考「カサットとエイキンズにおけるジェンダーの問題（Issues of Gender in Cassatt and Eakins）」で論証されたように、ジェンダー（性差）が芸術の制作と理解にどのように影響するかの研究に向けられている。またフェミニストの美術史に加えて、彼女はリアリズム、特にギュスターヴ・クールベに関する仕事で最も知られている。
ノックリンは、アカデミックのキャリアを、国際芸術研究財団のアート・アドバイザリー・カウンシルに参加することで補完している。
ノックリンは、数々の画期的な展覧会で共同キュレーターとして女性アーティストたちの歴史と業績を調査した。
- 2007年「グローバル・フェミニズム（Global Feminisms）」展、ブルックリン美術館[9]
- 1976年「ウーマン・アーティスト（Women Artists）: 1550-1950」展、共同キュレーター、アン・サザーランド・ハリス（Ann Sutherland Harris）、ロサンゼルス・カウンティ美術館[10]

### フェミニスト美術史として
1971年、ArtNews誌はノックリンの論考「なぜ偉大な女性芸術家はいなかったのか」を発表した。 彼女は論考の中で、タイトルにあげられている疑問を仮説として検証した。 彼女は、ミケランジェロのような天才の男性が芸術的才能の概念を独占している理由と共に、芸術の本質を考察した。ノックリンは、アートアカデミーでの女性の教育に関する制限と「美術史の専門性の基盤となるロマン主義的でエリート主義の、個人崇拝、モノグラフを生み出す全体的な構造」を含む、著しい社会の障壁は、女性が芸術を追求することを妨げていると主張した。2001年のプリンストン大学での学会で、ノックリンのパイオニア的な探究の30周年が通知された。学会の関連書籍「女性アーティストの千年紀（Women artists at the Millennium）」には、ノックリンの論考「なぜ偉大な女性芸術家はいなかったのか：30年後（Why Have There Been No Great Women Artists?" Thirty Years After）」が含まれている。学会と書籍で、フェミニスト美術史の30年間の遺産に照らして、美術史家たちはルイーズ・ブルジョワ、エヴァ・ヘス、フランチェスカ・ウッドマン、キャリー・メイ・ウィームズ、モナ・ハトゥムなどの人々の革新的な作品を取り上げた。
1994年の論考「傷跡から始める：フェミニスト美術史の始まり（Starting from Scratch: The Beginnings of Feminist Art History）」で、ノックリンはフェミニストとしての彼女の目覚めと、学問と教育への影響を「1969年に、私の人生で3つの主要な出来事が起こりました：私は子を持ち 、フェミニストになり、ヴァッサー大学で女性と芸術という初めての授業を組織しました」と、振り返った。
ノックリンは、方法論的な前提を特定し、問を立てることで美術史を解体した 。 彼女は「フェミニスト精神の感応性を知らし、その主題に焦点を当てながら、彼女たちの目線で作品を調査する美術史家」の支持者である。

### オリエンタリズム
エドワード・サイードの影響力のある1978年の書 「オリエンタリズム」に続き、ノックリンは1983年の論文「イマジナリー・オリエント（The Imaginary Orient）」でオリエンタリズムの理論を美術史の研究に適用した初期の美術史家の1人であった 。彼女の重要な主張は、オリエンタリズムは「これらの作品が生まれた特定の権力構造」の視点、この場合は19世紀のフランス植民地主義から見なければならないというものだった。ノックリンは、主にジャン＝レオン・ジェロームの「蛇使い（The Snake Charmer）」とウジェーヌ・ドラクロワの「サルダナパールの死（The Death of Sardanapalus）」の作品を含む、「オリエンタリスト」のテーマを作品に描いていた19世紀のフランス人アーティスト焦点を当てた。ノックリンは、ジェロームの1860年代後半の「サルダナパールの死（The Snake Charmer）」で、ジェロームが画面を描くだけでなく迫真的な感覚をどのように生み出したかを説明した。 このような写実的な精度においては、画家が描いていることはほとんど忘れられるが、細心の注意を払って描かれたタイルなど、細かいディテールを捉えている。結論から言えば、この絵画はオスマン帝国の宮廷での生活のドキュメンタリーの証拠のように見えるが、ノックリンによれば本質的にはミステリアスな世界に対する西洋人の視座である。1827年のドラクロワの「サルダナパールの死（The Snake Charmer）」で、ノックリンは、芸術家は公然のエロティックと暴力的なテーマを探求するためにオリエンタリズムを用いたが、それは必ずしもフランスの文化的覇権を反映しているのではなく、19世紀初頭のフランス社会の排外主義とミソジニーを反映しているかもしれないと論じた。

## 私生活
ノックリンは2度結婚している。初婚は1953年にヴァッサー大学の哲学の助教授であるフィリップ・H・ノックリン（Philip H. Nochlin）と結婚したが、フィリップは7年後に亡くなった。 その後、1968年に建築史家のリチャード・ポマー（Richard Pommer）と結婚した。ノックリンには2人の娘がいて、1人はフィリップとの間にもうけたジェシカで、もう1人はリチャードとの間にもうけたデイジーである。彼女たちは1973年にアーティストのアリス・ニール（Alice Neel）によってノックリンと一緒に描かれた。リンダ・ノックリンは2017年10月29日に86歳で亡くなっている。

## 受賞歴
- 1967: アーサー・キングスリー・ポーター賞、Art Bulletinで出版されたベスト記事部門
- 1978: Frank Jewett Mather Prize for Critical Writing, The College Art Association
- 1967: フランク・ジュエット・マザー賞、キュラトリカル・ライティング部門、アメリカ大学美術協会（CCA）
- 1977: ウーマン・オブ・ザ・イヤー 、マドモアゼル・マガジン
- 1984-1985: グッゲンハイム・フェロー
- 1985: フェロー、プリンストン高等研究所
- 2003:名誉学位、ハーバード大学
- 2006: ビジョナリー・ウーマン・アワード、ムーア・カレッジ・オブ・アート & デザイン
- フェロー、アメリカ芸術科学アカデミー
- フェロー、ニューヨーク人文科学研究所
- フェロー、アメリカ哲学協会

## 主な出版物
ノックリンの出版物は、12の言語、280の出版物、156の著作、20,393の図書館での所蔵がある
- ノックリン, リンダ; レイリー, マウラ (2015). ウーマン・アーティスト：リンダ・ノックリン　リーダー（Women Artists: The Linda Nochlin Reader）. New York: Thames & Hudson. ISBN 9780500239292
- ノックリン, リンダ (2007). クールベ（Courbet） (1. publ. ed.). New York, N.Y.: Thames & Hudson. ISBN 978-0500286760
- ノックリン, リンダ (2006). 水浴者、肉体、美：本能的な眼差し（Bathers, bodies, beauty : the visceral eye）. Cambridge, MA.: Harvard University Press. ISBN 0674021169
- リンダ・ノックリン 	なぜ偉大な女性芸術家はいなかったのか：30年後（Why Have There Been No Great Women Artists?' Thirty Years After	 Women Artists at the Millennium,. Ed. Carol Armstrong and Catherine de Zegher. Cambridge, MA: MIT Press, 2006. ISBN 978-0-262-01226-3; OCLC 223446291
- ノックリン, リンダ (2001). ばらばらな肉体：近代性のメタファーとしての断片（The body in pieces: the fragment as a metaphor of modernity）. London: Thames & Hudson. ISBN 0500283052
- ノックリン, リンダ (1999). 女性を代表する（Representing women）. London: Thames & Hudson. ISBN 0500280983
- リンダ・ノックリン "Issues of Gender in Cassatt and Eakins." Nineteenth Century Art: A Critical History,. Ed. Thomas Crow, Brian Lukacher, Linda Nochlin and Frances K. Pohl. London: Thames & Hudson, 2007. ISBN 978-0-500-28683-8; ISBN 0-500-28683-3; OCLC 137221626
- ノックリン, リンダ (1991). 視覚の政治性：19世紀美術と社会についての論考（The politics of vision: essays on nineteenth-century art and society） (2. [print.]. ed.). New York: Harper & Row. ISBN 0064301877
- ノックリン, リンダ (1988). 女性、芸術、権力、そのほかの論考（Women, art, and power, and other essays）. New York: HarperCollins. ISBN 0064301834
- リンダ・ノックリン なぜ偉大な女性芸術家はいなかったのか（"Why Have There Been No Great Women Artists?"） ARTnews January 1971: 22-39, 67-71.
- リンダ・ノックリン "リアリズム（Realism）" New York: Penguin Books, 1971. Library of Congress 71-149557.